# David McCray
David McCray (Spira, 6 novembre 1986) è un ex cestista e allenatore di pallacanestro tedesco.